# Nunska Graba
Nunska Graba este o localitate din comuna Ljutomer, Slovenia, cu o populație de 164 de locuitori.